# Ниязбеков, Даулет Шораевич
Даулет Шораевич Ниязбеков (каз. Дәулет Шораұлы Ниязбеков; род. 12 февраля 1989, Яны-Курган, Кзыл-Ординская область) — казахстанский борец вольного стиля, неоднократный призёр чемпионатов мира и семикратный призёр чемпионата Азии.

## Биография
Серебряный призёр чемпионата мира 2019 года в Нур-Султане, Бронзовый призёр чемпионата мира 2011 года в Стамбуле, трехкратный чемпион Азии (2015, 2016, 2018), четырехкратный бронзовый призёр чемпионата Азии (2013, 2014, 2017, 2020), чемпион кубка Тахти, чемпион международных турниров, чемпион мемориала Циолковского (2016).  Неоднократный чемпион Казахстана, мастер спорта Республики Казахстан международного класса. Тренер — Аманов Абуталип.
Участник Олимпиады — 2012 в Лондоне и Олимпиады — 2020 в Токио.
Выступает за ЦСКА, рядовой контрактной службы.
После Олимпиады в Токио в августе 2021 года завершил спортивную карьеру, в октябре 2021 года был назначен координатором в обновленном штате Федерации борьбы Казахстана. 